# Thorvald Steen
Thorvald Steen, född 9 januari 1954 i Oslo, är en norsk författare som debuterade 1983 och har gett ut över 40 böcker inom flera olika genrer.